# Salgado
Salgado este un oraș în Sergipe (SE), Brazilia.